# Dusona obscurator
Dusona obscurator är en stekelart som beskrevs av Horstmann 2004. Dusona obscurator ingår i släktet Dusona och familjen brokparasitsteklar. Inga underarter finns listade i Catalogue of Life.